# Křížová palba

Siluety vojáků ukazují křížovou palbu

Křížová palba je termín, kterým se označuje soustředění palby z několika směrů do téže palebné oblasti. Dochází k překrývání palebných sektorů, což má za následek lepší palebné pokrytí daného prostoru a komplikuje nalezení úkrytu (například za stromy, kameny atd.) Jedná se účinný způsob zefektivnění palebných postavení a jejich maximálního využití.
Systém křížové palby je často využíván v systému vzájemně se podporujících pevností, které se stávají pro útočníky těžko překonatelnou překážkou. Křížová palba se osvědčila jako velmi účinný nástroj během zákopové války na odražení útočících vln. Několik kulometů vhodně rozmístěných po linii fronty často zcela znemožnilo průchod útočících jednotek.